# Риболов на леко
Риболов на леко – или както е известен още „на плувка“ е разновидност на любителския спортен риболов при който рибата се търси в средните и горни слоеве на водата, около повърхността на водоема.
При този начин риболов се използва риболовна линия, която включва: основното влакно, плувка, която играе ролята на сигнализатор на кълването на рибата, повод, кука.
Характерна особеност при риболова на леко е, че регулирайки положението на плувката спрямо кукичката е възможно да се ловят и риби обитаващи придънните слоеве.
„На леко“ се ловят почти всички видове риба: изключително уклей, распер, пъстърва и основно по средни по дребни екземпляри на шаран, бяла риба, сом, кефал, каракуда, и др.
Използва се най-вече естествена стръв.